# Sjöatorpasjön (Hjortsberga socken, Småland)
Sjöatorpasjön är en sjö i Alvesta kommun i Småland och ingår i Mörrumsåns huvudavrinningsområde. Sjön är 3,3 meter djup, har en yta på 1,47 kvadratkilometer och befinner sig 157 meter över havet. Vid provfiske har bland annat abborre, braxen, gers och gädda fångats i sjön.

## Delavrinningsområde
Sjöatorpasjön ingår i det delavrinningsområde (630986-141745) som SMHI kallar för Utloppet av Sjöatorpasjön. Medelhöjden är 184 meter över havet och ytan är 58,43 kvadratkilometer. Det finns inga avrinningsområden uppströms utan avrinningsområdet är högsta punkten. Vattendraget som avvattnar avrinningsområdet har biflödesordning 3, vilket innebär att vattnet flödar genom totalt 3 vattendrag innan det når havet efter 106 kilometer. Avrinningsområdet består mestadels av skog (75 procent). Avrinningsområdet har 2,65 kvadratkilometer vattenytor vilket ger det en sjöprocent på 4,5 procent. Bebyggelsen i området täcker en yta av 0,3 kvadratkilometer eller 1 procent av avrinningsområdet.

## Fisk
Vid provfiske har följande fisk fångats i sjön:
- Abborre
- Braxen
- Gärs
- Gädda
- Mört